# 松林美久
松林 美久（まつばやし みく、1984年5月27日 - ）は、東京都出身の女子サッカー選手。日本大学卒。ポジションはゴールキーパー（GK）。

## 来歴
南大沢FC、17多摩SC、日本大学櫻丘高等学校（東京都）女子サッカー部を経て2002年ベレーザの下部組織である日テレ・メニーナに所属し、日本大学に進学した2003年2月には下部組織登録選手としてベレーザと二重登録された。
2003年にはユニバーシアード大邱大会にて女子日本代表メンバーとして銀メダル、2005年にはユニバーシアードイズミル大会では銅メダル獲得に貢献。
ベレーザでの試合出場は皇后杯全日本女子サッカー選手権大会や国民体育大会（東京都代表として出場）など、日程の詰まった大会が主で、リーグ戦では小野寺志保が正GKを務めていたためなかなか出番がなかったが、2006年9月3日、小野寺の負傷によりなでしこリーグディビジョン1・第8節のINACレオネッサ戦にて初出場（フル出場）を果たした。続く第9節スペランツァF.C.高槻戦では安定したセービングを見せ勝利に貢献。第10節に小野寺が復帰するまでベレーザの首位を守った。
2007年、なでしこスーパーカップで、無失点勝利に貢献。なでしこリーグ開幕後も小野寺の調整が遅れる中、先発出場を続けたが第4節〜6節は小野寺が先発。7節から先発に復帰し、リーグ戦中断期間に行なわれたなでしこリーグカップではベレーザから多くの選手がなでしこジャパンメンバーに招集された中、正GKとしてチームをまとめ優勝に貢献。
リーグ戦再開後も先発出場を続け、2007年リーグ戦のGK防御率ランキングでは、出場した1試合当たり0.38失点で1位となった。特に上位チームからの失点は少なく、勝負所での強さを見せた。同シーズンは21試合中16試合に先発フル出場するなど、大きく飛躍した年となった。
2008年、なでしこジャパン候補トレーニングキャンプメンバーに選出される。同年2月にはなでしこジャパンキプロス遠征メンバーに選出。練習試合に出場し、スコットランド女子代表に2-1で勝利、ロシアのクラブ「WFCロシヤンカ」には0-0で無失点引き分けの成績を挙げた。しかしリーグ戦は前年にクラブとプロ契約した小野寺とのポジション争いの中、3試合の出場に留まった。
2009年、小野寺現役引退（アンバサーダー就任）により、小野寺の背番号「1」を受け継ぐ。ファーストGKとして開幕から先発を続けた。
2013年2月、本人の希望により退団。2013年9月、イタリア・セリエAのACFフィレンツェと契約を結んだ。
イタリアでは正ゴールキーパーとして、ほぼすべての試合に出場し、個人賞も獲得するなど、チーム史上最高成績を更新することに貢献した。

## 人物
ベレーザの練習は主に夜に行なわれるため、昼間はヴェルディグラウンドのクラブハウスにある東京ヴェルディのグッズショップ「ヴェルディーノ」で店長を務め、その後は日本テレビ本社で勤務していた。
乳製品が苦手で、牛乳が飲めないなど偏食気味であること、また臆病な性格であることを本人は気にしている。

## 個人成績
| 国内大会個人成績 | 国内大会個人成績 | 国内大会個人成績 | 国内大会個人成績  | 国内大会個人成績 | 国内大会個人成績 | 国内大会個人成績 | 国内大会個人成績 | 国内大会個人成績 | 国内大会個人成績 | 国内大会個人成績 | 国内大会個人成績 |
| 年度             | クラブ           | 背番号           | リーグ            | リーグ戦         | リーグ戦         | リーグ杯         | リーグ杯         | オープン杯       | オープン杯       | 期間通算         | 期間通算         |
| 年度             | クラブ           | 背番号           | リーグ            | 出場             | 得点             | 出場             | 得点             | 出場             | 得点             | 出場             | 得点             |
| 日本             | 日本             | 日本             | 日本              | リーグ戦         | リーグ戦         | リーグ杯         | リーグ杯         | 皇后杯           | 皇后杯           | 期間通算         | 期間通算         |
| ---------------- | ---------------- | ---------------- | ----------------- | ---------------- | ---------------- | ---------------- | ---------------- | ---------------- | ---------------- | ---------------- | ---------------- |
| 2003             | 日テレ・ベレーザ | 21               | L・リーグ         | 0                | 0                | -                | -                | 0                | 0                | 0                | 0                |
| 2004             | 日テレ・ベレーザ | 16               | L・リーグ1部 (L1) | 0                | 0                | -                | -                |                  |                  |                  |                  |
| 2005             | 日テレ・ベレーザ | 16               | L・リーグ1部 (L1) | 0                | 0                | -                | -                | 1                | 0                | 1                | 0                |
| 2006             | 日テレ・ベレーザ | 16               | なでしこ Div.1    | 2                | 0                | -                | -                | 0                | 0                | 2                | 0                |
| 2007             | 日テレ・ベレーザ | 16               | なでしこ Div.1    | 16               | 0                | 4                | 0                | 0                | 0                | 20               | 0                |
| 2008             | 日テレ・ベレーザ | 16               | なでしこ Div.1    | 3                | 0                | -                | -                | 0                | 0                | 3                | 0                |
| 2009             | 日テレ・ベレーザ | 1                | なでしこ Div.1    | 21               | 0                | -                | -                | 4                | 0                | 25               | 0                |
| 2010             | 日テレ・ベレーザ | 1                | なでしこ          | 17               | 0                | 6                | 0                | 1                | 0                | 24               | 0                |
| 2011             | 日テレ・ベレーザ | 1                | なでしこ          | 16               | 0                | -                | -                | 3                | 0                | 19               | 0                |
| 2012             | 日テレ・ベレーザ | 1                | なでしこ          | 18               | 0                | 5                | 0                | 2                | 0                | 25               | 0                |
| 総通算           | 総通算           | 総通算           | 総通算            | 93               | 0                | 15               | 0                |                  |                  |                  |                  |